# Sociologie française
La sociologie française est la sociologie pratiquée en France.

## Histoire
La sociologie a une longue tradition en France qui remonte notamment aux travaux d'Alexis de Tocqueville et Auguste Comte.
À la fin du XIXe siècle et au début du XXe siècle, la sociologie française connaît un tournant avec les travaux de Gabriel Tarde éclipsé au fil du temps par Émile Durkheim et de ses disciples, Maurice Halbwachs et Marcel Mauss.
Dans les années 1950 et 1960, la sociologie française se renouvelle avec des figures comme Georges Friedmann, responsable du Centre d'études sociologiques du CNRS et Raymond Aron, responsable du Centre de sociologie européenne. Une nouvelle génération de sociologues apparaît avec Michel Crozier, Alain Touraine, Pierre Bourdieu, Raymond Boudon.
Dans les années 1980, la sociologie française se diversifié avec notamment la sociologie de l'innovation autour de Bruno Latour et Michel Callon ou encore la sociologie pragmatique de Luc Boltanski et Laurent Thévenot.

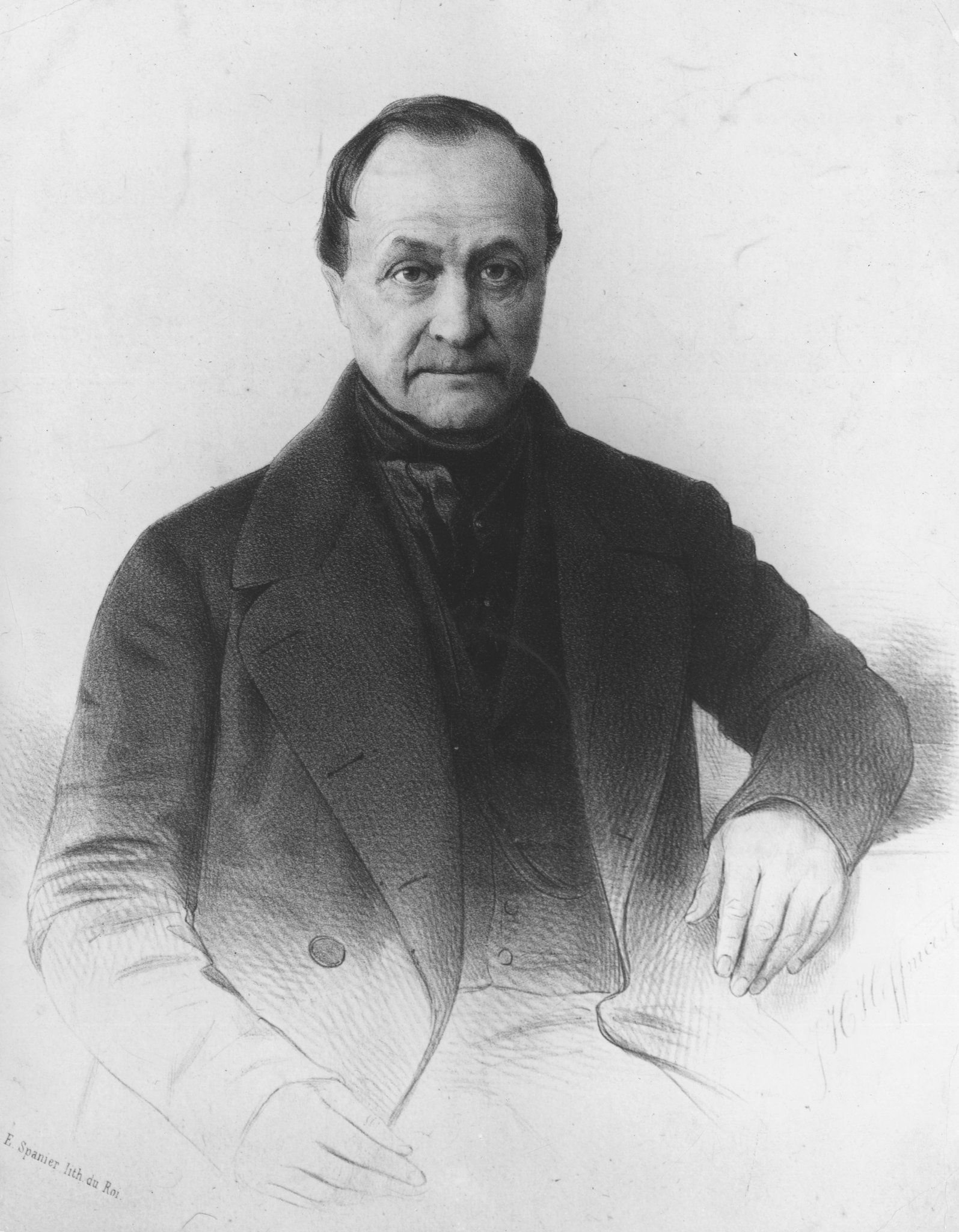
Auguste Comte (1798-1857) est l'inventeur du mot sociologie.
Émile Durkheim (1858-1917).
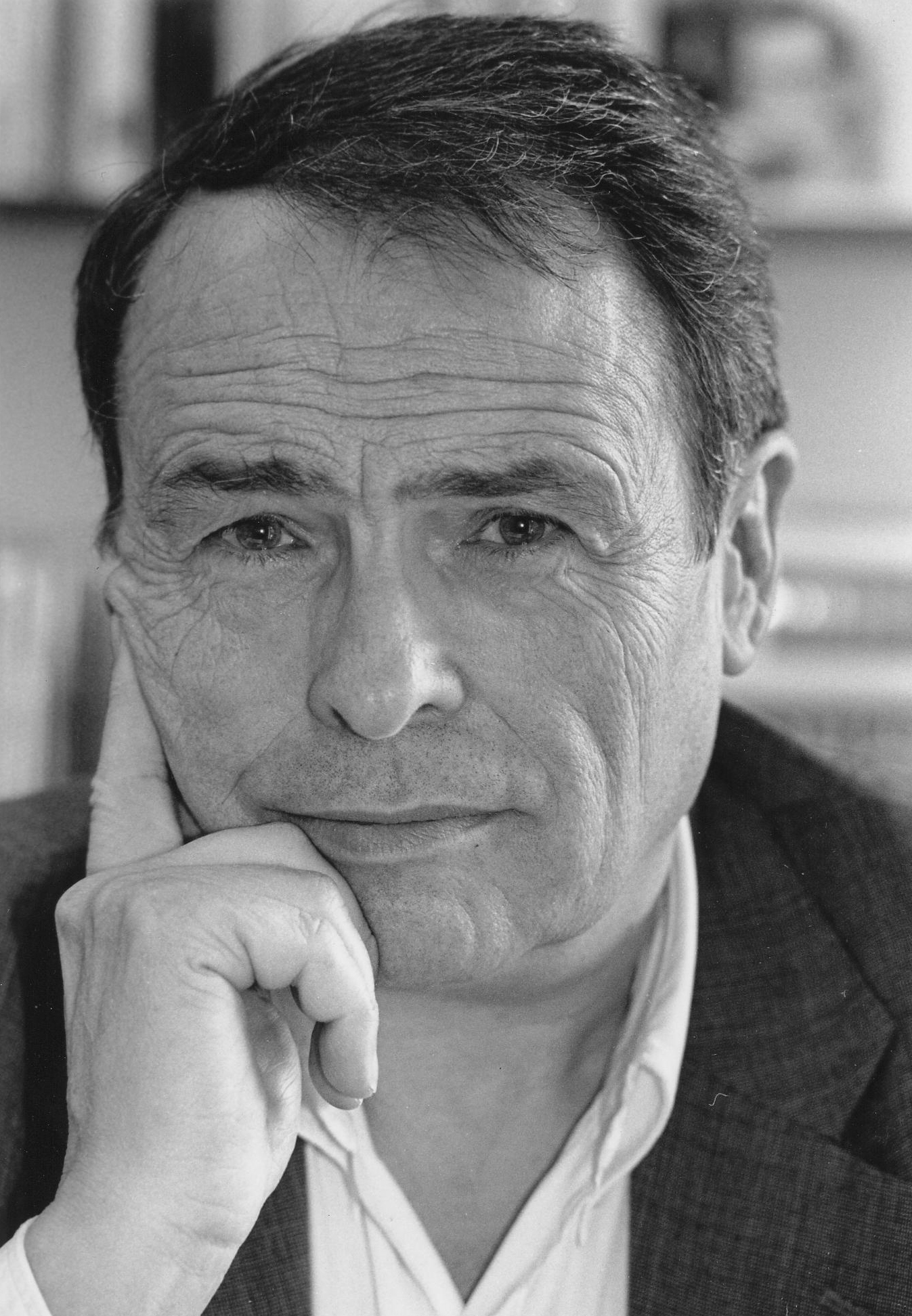
Pierre Bourdieu (1930-2002).
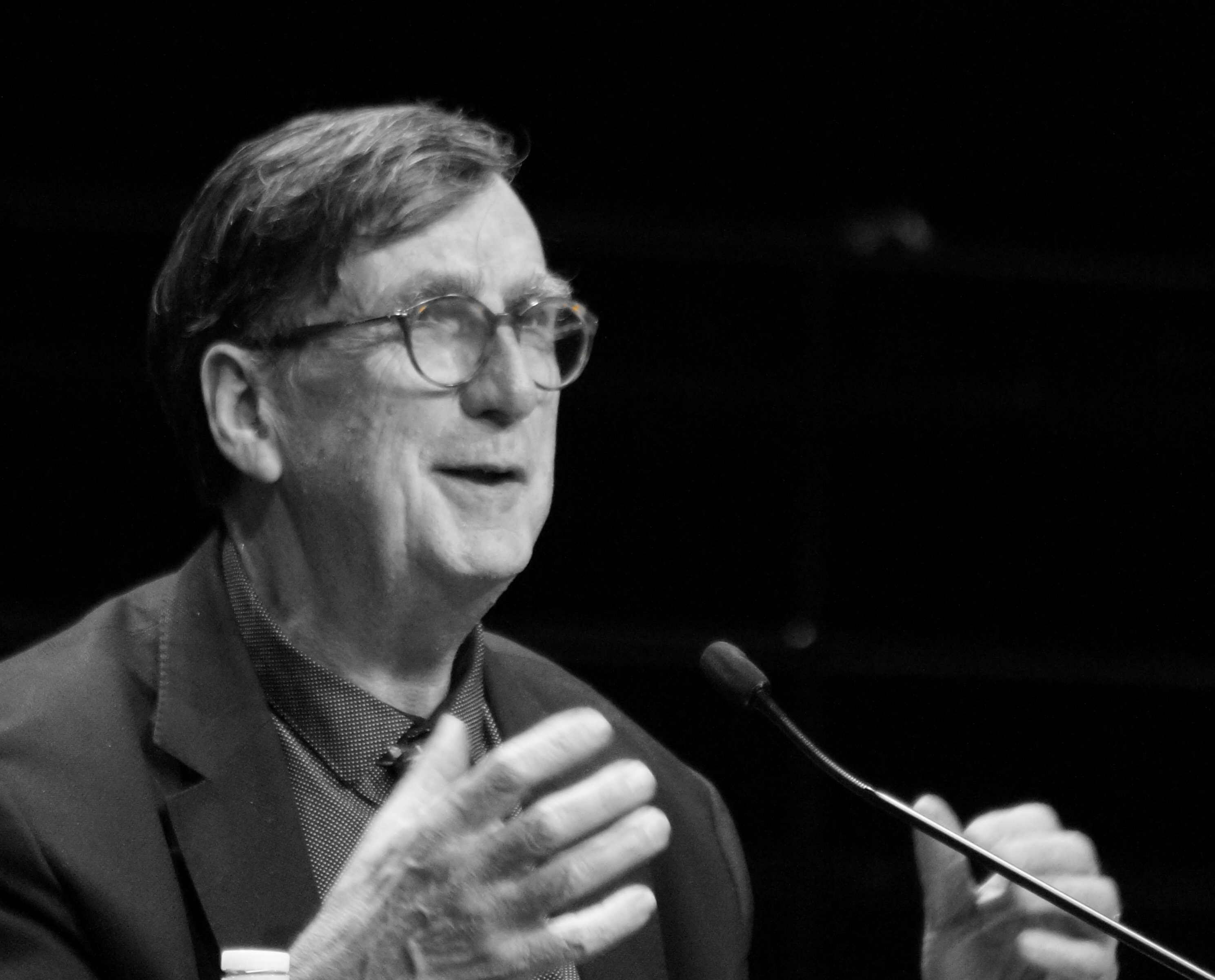
Bruno Latour  (1947- 2022).